# Nemesnádudvar
Nemesnádudvar [ˈnemeʃnaːdudvɒr] (bis 1900 Nádudvar, deutsch Nadwar) ist eine Gemeinde im Kreis Baja im Komitat Bács-Kiskun im Süden Ungarns. Über 40 % der Bewohner zählen zur Volksgruppe der Ungarndeutschen.

## Lage
Die Gemeinde liegt etwa 22 Kilometer nördlich der Kreishauptstadt Baja an der Hauptstraße 54 in der Bácska.

## Geschichte
Nemesnádudvar wurde bei der Landnahme der Magyaren durch den Stamm der Megyer besiedelt und erstmals 1432 als Nádudvar urkundlich erwähnt. Da Nemesnádudvar in Folge der Türkenkriege entvölkert wurde, siedelte man um 1700 Serben und Slowaken und um 1720 Magyaren aus Oberungarn hier an, die jedoch im Laufe der Zeit selber abwanderten. Um dem entgegenzuwirken, wandten sich die Gutsherren zusammen mit dem Erzbischof von Kalocsa an den Kaiser, damit dieser deutsche Einwanderer dort ansiedelt. Dies geschah im Juni 1724, als die ersten 25 donauschwäbischen Familien aus der Gegend um Neibsheim in Nemesnádudvar ankamen. 1947 wurde ein großer Teil der Deutschen zwangsumgesiedelt und 80 Familien nach Deutschland vertrieben. An ihre Stelle wurden im Rahmen eines Bevölkerungsaustausches Magyaren aus Serbien und der Slowakei angesiedelt.
Laut Volkszählung von 2011 lebten in der Gemeinde 41,5 % Ungarndeutsche, die auch heute noch überwiegend rheinfränkische Dialekte sprechen. Das Gemeindewappen ziert die Ulmer Schachtel, mit der deutsche Auswanderergruppen hierher gelangten.

## Sehenswürdigkeiten
- Römisch-katholische Kirche Sarlós Boldogasszony, ursprünglich 1736 erbaut, 1806 neu erbaut im spätbarocken Stil[4]
- Dreifaltigkeitssäule, erschaffen 1908
- Johannes-Nepomuk-Statue
- Heimatgeschichtliche Sammlung (Helytörténeti gyűjtemény)

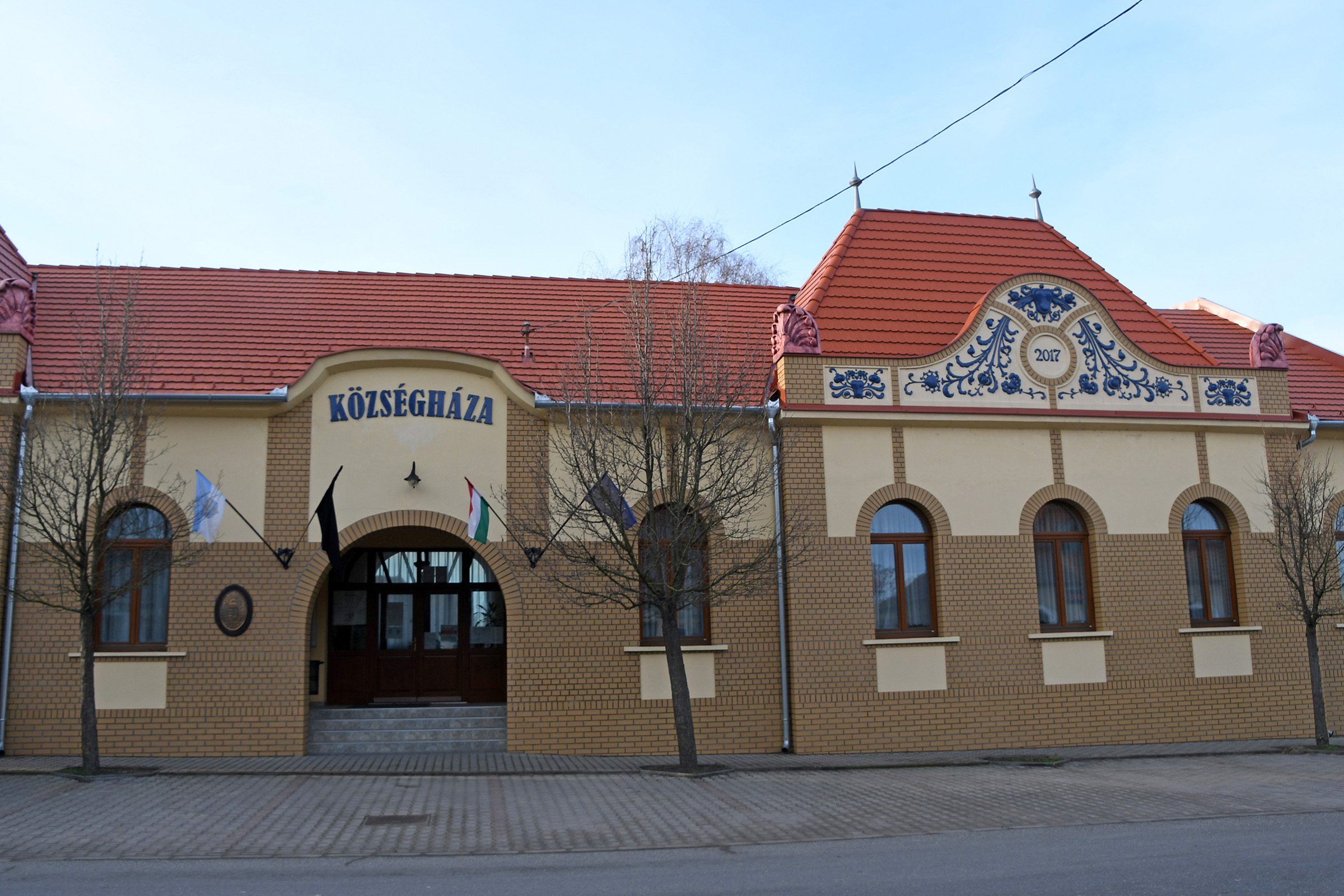
Rathaus
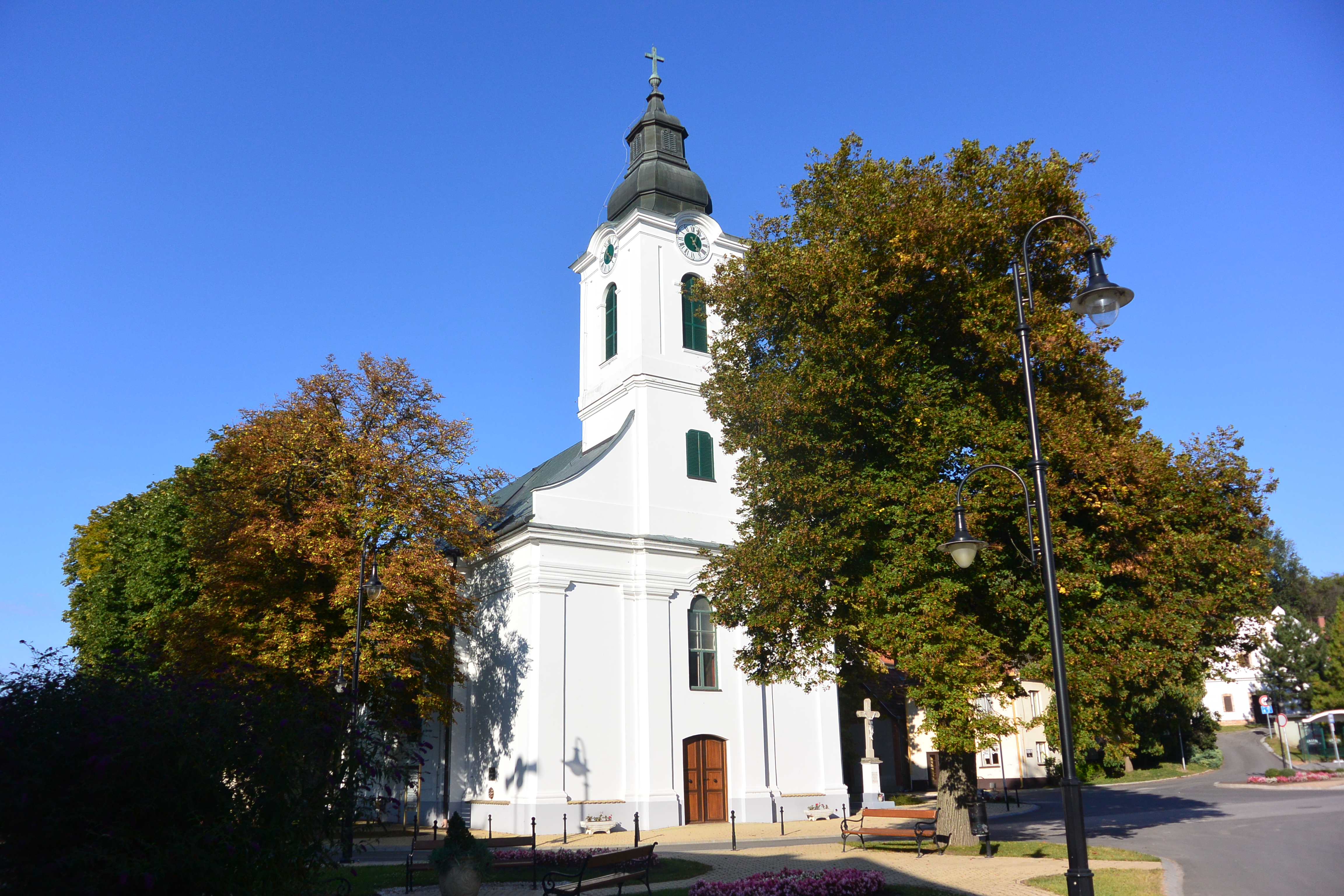
Römisch-katholische Kirche
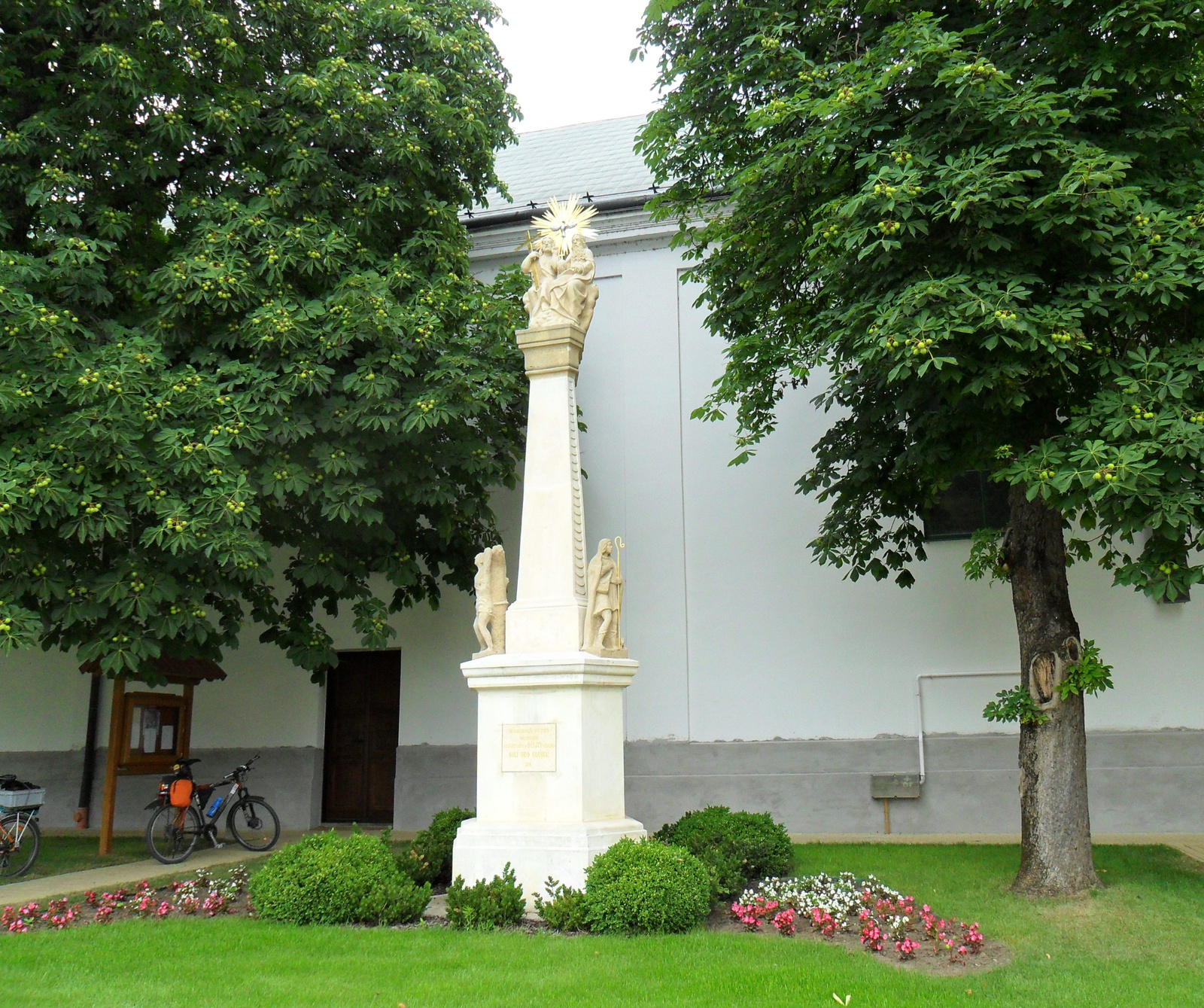
Dreifaltigkeitssäule
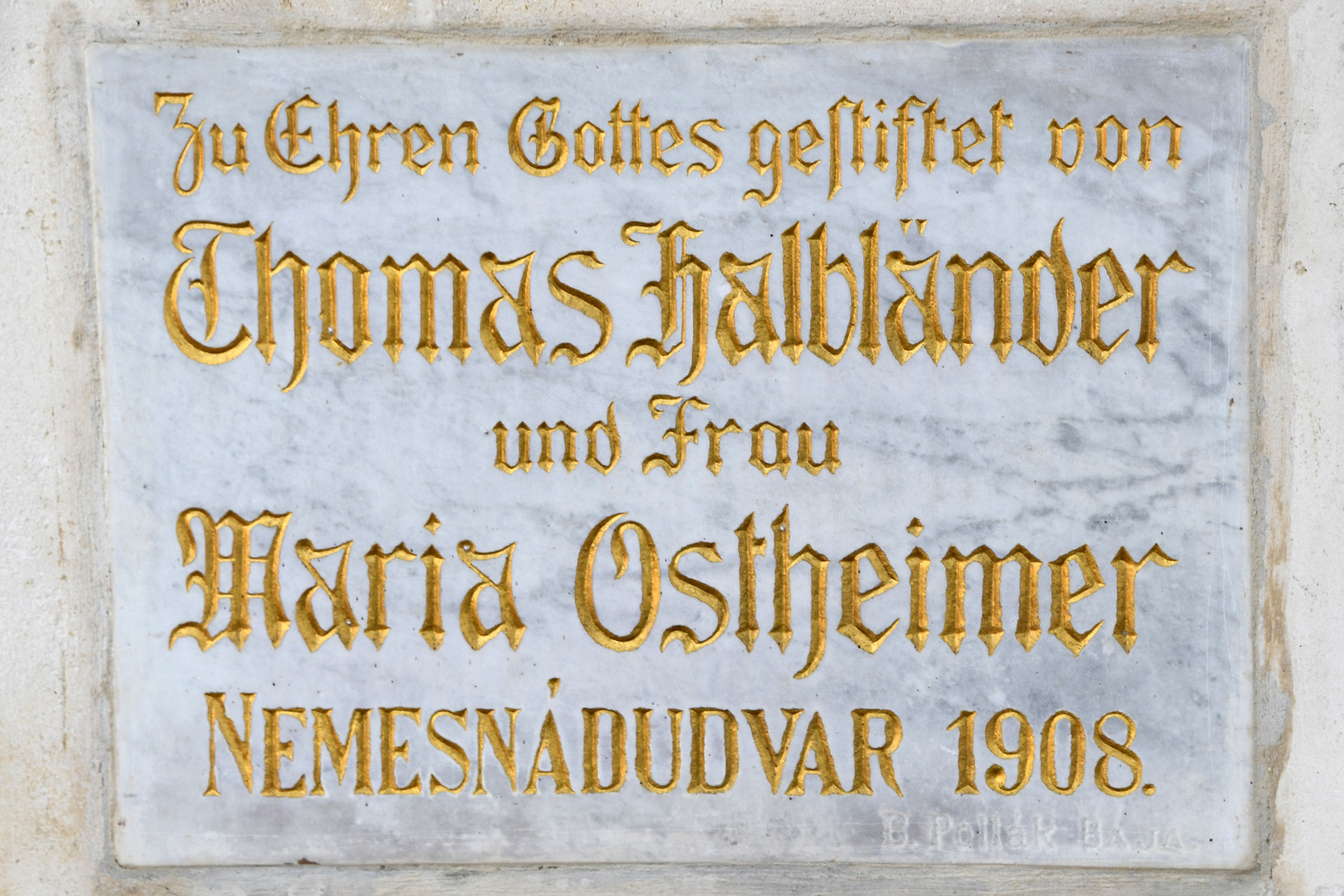
Inschrift an der Säule

## Gemeindepartnerschaften
Nemesnádudvar unterhält Partnerschaften mit folgenden Gemeinden:
- Neibsheim (Bretten), Deutschland
- Ada, Serbien
- Sládkovičovo (ung. Diószeg), Slowakei